# Neue Deutsche Härte

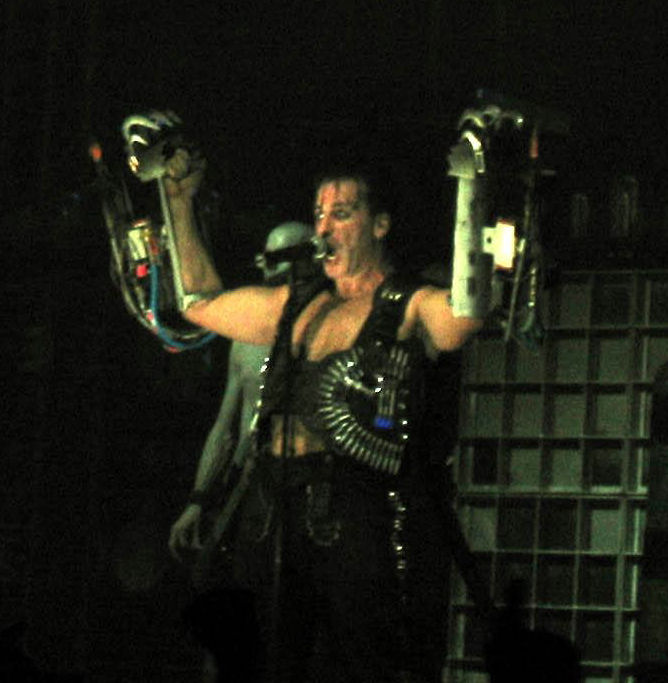
Till Lindemann, a Rammstein énekese

Neue Deutsche Härte ("új német keménység", /nɔʏ̯ə dɔʏ̯tʃə hɛrtə/, rövidítve NDH) a német indusztriális metal egy formája, mely a mély, tiszta éneket kombinálja a torzított elektromos gitárral, dobbal, billentyűkkel és szintetizátorral. Az Oomph! - amit 1989-ben alapítottak - volt az eredeti NDH együttes, felépítve a stílus alapjait második albumukkal, a Sperm-mel. A legnépszerűbb NDH együttes a Rammstein. A stílus Európában terjedt el leginkább; a legkedveltebb előadó, a Rammstein közel négymillió lemezt adott el Németországban, míg arany-, és platinalemezt ért el Svédországban, Ausztriában, Belgiumban, Hollandiában, Svájcban, Dániában, Norvégiában, Lengyelországban és Csehországban. További NDH zenekarok: ASP, Der Bote, Die Apokalyptischen Reiter, die!, Eisbrecher, Farmer Boys, Fleischmann, Heldmaschine, In Extremo, Joachim Witt, L'Âme Immortelle, Letzte Instanz, Maerzfeld, Megaherz, Omega Lithium, Ost+Front, Ruoska, Schweisser, Stahlhammer, Stahlmann, Tanzwut, Think About Mutation, Weissglut.